# Monson (Massachusetts)
Monson – miasto w Stanach Zjednoczonych, w stanie Massachusetts, w hrabstwie Hampden.